# 15818 DeVeny
15818 DeVeny este un asteroid din centura principală de asteroizi.

## Descriere
15818 DeVeny este un asteroid din centura principală de asteroizi. A fost descoperit pe 12 septembrie 1994 la Kitt Peak National Observatory în cadrul proiectului Spacewatch. El prezintă o orbită caracterizată de o semiaxă mare de 2,36 ua, o excentricitate de 0,07 și o înclinație de 0,8° în raport cu ecliptica.